# کالین ترورو
کالین ترورو (انگلیسی: Colin Trevorrow؛ زادهٔ ۱۳ سپتامبر ۱۹۷۶) کارگردان فیلم، فیلم‌نامه‌نویس و تهیه‌کننده فیلم اهل ایالات متحده آمریکا است. او اولین کارگردانی فیلم بلند خود را با فیلم کمدی علمی تخیلی تضمینی برای امنیت نیست (۲۰۱۲) تجربه کرد که با استقبال منتقدان و موفقیت در گیشه رو‌به‌رو شد. ترورو با کارگردانی و نویسندگی فیلم دنیای ژوراسیک (۲۰۱۵) از مجموعه فیلم‌های پارک ژوراسیک، به شهرت دست یافت. پس از موفقیت فیلم او به عنوان نویسنده در دنباله فیلم که در سال ۲۰۱۸ منتشر شد حضور یافت. وی همچنین کارگردانی و نویسندگی قسمت سوم، دنیای ژوراسیک: قلمرو (۲۰۲۲)، را بر عهده دارد. قرار بود ترورو کارگردان اصلی و نویسنده جنگ ستارگان: خیزش اسکای‌واکر (۲۰۱۹) باشد، اما به دلیل تفاوت دیدگاه‌ها پروژه را ترک کرد.

## اوایل زندگی
تروورو در ۱۳ سپتامبر ۱۹۷۶ در سان فرانسیسکو، کالیفرنیا به دنیا آمد. او در اوکلند، کالیفرنیا، بزرگ شد. پدرش نوازنده یک گروه کانتری راک و مادرش عکاس بود که یک مرکز کودکستان را نیز اداره می‌کرد. او از طرف مادرش یهودی و پانامایی تبار است.

## مصاحبه‌ای با ترورو
ترورو در مصاحبه‌ای طی اکران فیلم در پاریس اعلام کرد که:
فیلم سینمایی پارک ژوراسیک باید بتواند مانند مجموعهٔ جنگ ستارگان باشد که چندین کارگردان مخلتف توانایی ادامه دادن راه کارگردان قبلی را داشته باشند و چیز بسیار متفاوت و جالبی خلق کنند.
اما با این حال ترورو در ادامه تصحیح کرد که او در آینده خود را به طور کلی از این مجموعه جدا نخواهد کرد. من به نوع دیگری در ساخت دنباله فعالیت خواهم داشت ولی نه به عنوان کارگردان.

## آثار کارگردانی
- پایه خانه (۲۰۰۲) - فیلم کوتاه
- نمایش واقعیت (۲۰۰۴) - فیلم مستند
- تضمینی برای امنیت نیست (۲۰۱۲) - اولین فیلم بلند
- دنیای ژوراسیک (۲۰۱۵)
- کتاب هنری (۲۰۱۷)
- نبرد در بیگ راک (۲۰۱۹) - فیلم کوتاه
- دنیای ژوراسیک: قلمرو (۲۰۲۲)